# Antonio Manoel de Vilhena
Antonio Manoel de Vilhena (1663 - 10 december 1736) was de 66e grootmeester van de Maltezer Orde en regeerde op het eiland Malta vanaf zijn aanstelling 1722 tot aan zijn dood in 1736.
Manoel de Vilhena was een Portugees aristocraat van koninklijke afkomst, hij was een zoon van Sancho Manoel de Vilhena, 1ste graaf van Villa Flor, en diens eerste vrouw Ana de Noronha. Ook was hij een ver familielid van de hertog van Terceira.

## Grootmeester
Hoewel de meeste grootmeesters van de Orde niet of nauwelijks bezig waren met de Maltese bevolking, in tegenstelling tot hen was De Vilhena erg geliefd onder de plaatselijke bevolking. Zo heeft hij onder andere voor hen enkele liefdadigheidsinstellingen ingesteld.
Om te voldoen aan de vraag van huisvesting en andere accommodaties in Valletta, heeft hij plannen ingediend voor de bouw van een wijk in de buurt van de stad, Floriana, waar zijn standbeeld nog steeds op een prominente plek bij de Maglio-tuinen staat.
Zo bouwde hij ook Fort Manoel aan de Marsamxett Creek. In 1731 bouwde hij het Manoel-theater. Dat tegenwoordig het oudste en nog steeds gebruikte theater van Europa is. Zijn graf in de Ordekerk van de ridders, de Sint-Janscokathedraal wordt beschouwd als een van de grootste en luxueuze graven van de graven van de grootmeesters.